# LG G5
Das LG G5 ist ein Smartphone der G-Reihe von LG und Nachfolger des LG G4. Das LG G5 wurde während der MWC 2016 der Öffentlichkeit vorgestellt. Eine Besonderheit des G5 ist eine zweite Rückkamera, die Fotos im Weitwinkel erlaubt.

## Ausstattung
Das LG G5 H850 (EU-Variante) misst 149,4 mm × 73,9 mm × 7,7 mm und wiegt 159 Gramm. Das 5,3-Zoll-QHD-Display (Bildschirmdiagonale 13,46 cm) hat bei einer Pixeldichte von rund 554 ppi eine Auflösung von 2560 × 1440 Pixeln. Der Akku hat eine Kapazität von 2.800 mAh und kann ausgetauscht werden. Der System-on-a-Chip ist ein mit 2,1 GHz getakteter Snapdragon 820 mit vier Kernen vom Hersteller Qualcomm, dem 32 GB Flash-Speicher und 4 GB RAM zur Seite stehen. Der Speicher lässt sich zudem mit einer microSDXC-Karte um bis zu 2 TB erweitern.
Für das kontaktlose Bezahlen verfügt es über Nahfeldkommunikation (NFC). Die 16 Megapixel Hauptkamera ermöglicht sowohl Weitwinkel- (Aufnahmewinkel 18) als auch Teleaufnahmen (Aufnahmewinkel 135°). Sie ist mit optischem Bildstabilisator, Laser-Autofokus und Fotolicht ausgestattet. Die Frontkamera für Selfies verfügt über einen 8 Megapixel Bildsensor.
Außerdem verfügt das LG G5 über einen Infrarotsensor.
Das G5 ist in Deutschland in vier Farben verfügbar: Silber, Titan, Gold, Pink. Als Betriebssystem setzte LG bei Markteinführung Android 6.0 ein. Zwischenzeitlich erfolgte ein Update auf 6.01. Mittlerweile verteilt LG G5 in mehreren Ländern, darunter seit dem 24. November 2016 auch Deutschland, ein Upgrade auf Android 7.0. Das letzte offiziell erschienene Upgrade auf Android 8.0 erschien im November 2018.
Für die Modelle mit nur einem SIM-Slot (H830, H850 und RS988.) gibt es bis heute (Stand 02/2023) ein inoffizielles, aber gut gewartetes LineageOS Version 18.1 (Android 11) mit aktuellen Sicherheitspatches.
Als Alleinstellungsmerkmal zur Konkurrenz kann das G5 eine halbmodulare Bauweise aufweisen. Anstelle des Akkumoduls lässt sich zum Beispiel ein Kameramodul oder ein Audiomodul jeweils kombiniert mit einem Akku einsetzen, mit welchem sich die entsprechenden Features erweitern und verbessern lassen. Das G5 bietet nicht nur „äussere“ Modularität, sondern ist auch im Innern sehr reparaturfreundlich aufgebaut. So gibt IFixit dem G5 einen nur selten erreichten Reparaturscore von 8, der Nachfolger G6 erzielt nur noch einen Wert von 6.
Das LG G5 H860N ist die internationale Variante. Gegenüber dem H850 hat es zusätzlich Dual-SIM und unterstützt mehr Frequenzen unter UMTS und LTE (Band 39 und 41). Daneben gibt es noch die Variante H860 (ohne N). Diese hat auch Dual-SIM, unterstützt aber unter LTE nur die Bänder 3 und 41.

## Verfügbarkeit
Das LG G5 wurde im Sommer 2016 auf dem deutschen Markt eingeführt. Der UVP für das Gerät lag bei 699 Euro.